# Sympetrum kunckeli
Sympetrum kunckeli – gatunek ważki z rodziny ważkowatych (Libellulidae).